# أشعة سينية

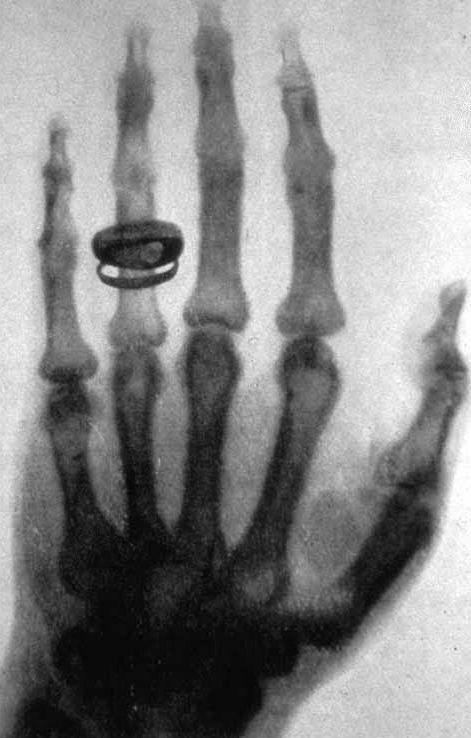
صورة أشعة سينية مأخوذة بواسطة فيلهلم رونتجن ليد ألبرت فون كوليكر عام 1896

الأشعة السينية أو أشعة إكس أو أشعة قاسية هي أشعة كهرومغناطيسية ذات طول موجي يتراوح بين 10 بيكومتر حتى 10 نانومتر، والتي تعادل الترددات ما بين 30 بيتاهرتز حتى 30 إكساهرتز (30×1015 Hz حتى 30×1018 Hz)، وأما الطاقة فتتراوح ما بين 124 إلكترونفولت حتى 124 كيلوإلكترونفولت. تستخدم الأشعة السينية بشكلٍ واسعٍ في التصوير الشعاعي وفي العديد من المجالات التقنية والعلمية.
اكتشفها العالم الألماني وليام رونتجن عام 1895 في جامعة فورتسبورغ، ونال عنها جائزة نوبل في الفيزياء في عام 1901.

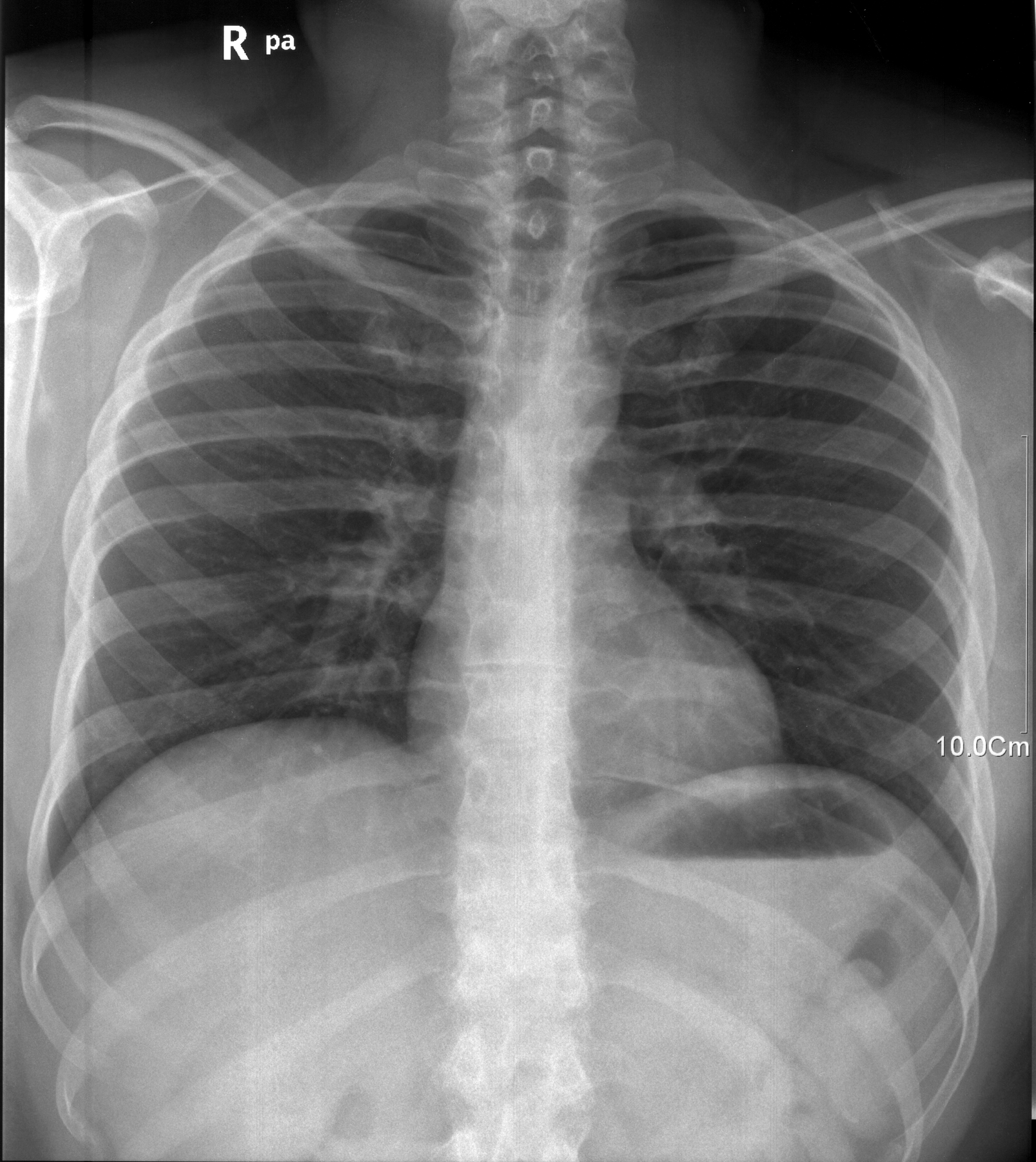
الرئة البشرية x الأشعة

## اكتشاف الأشعة السينية

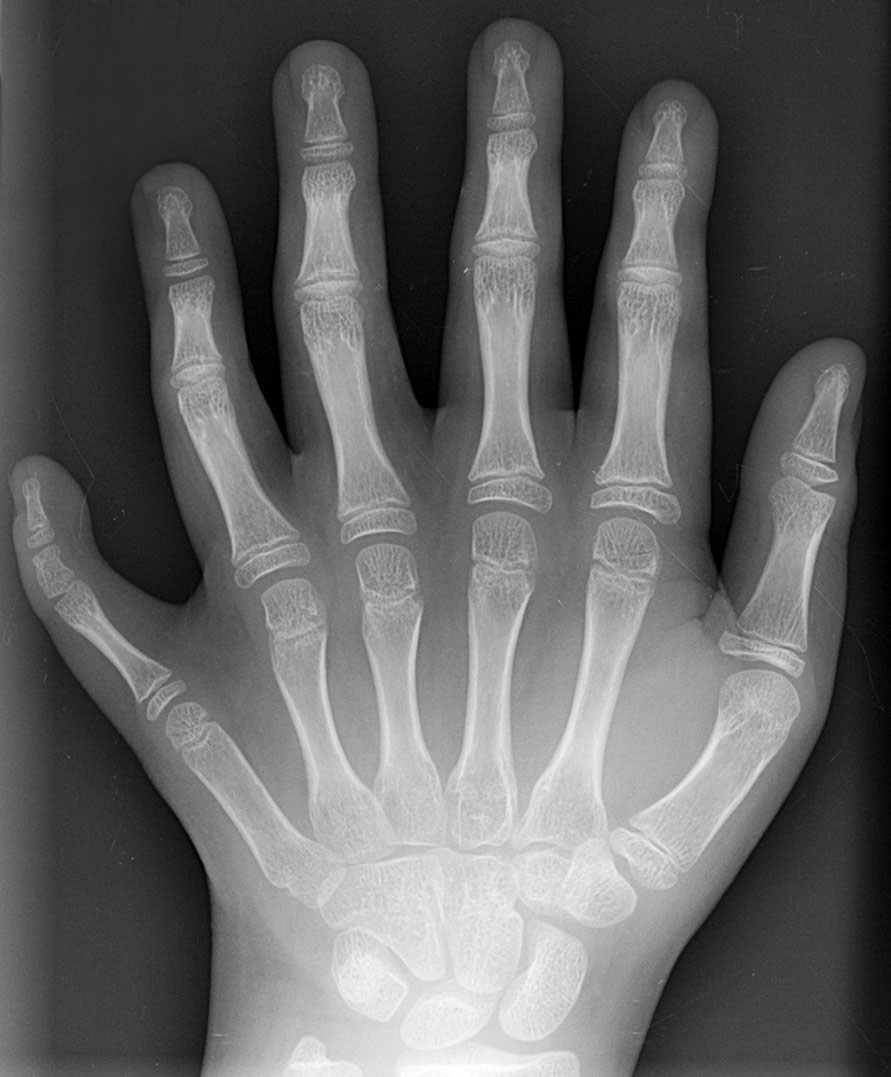
أشعة سينية لشخص مصاب بكثرة الأصابع

قام وليام رونتجن، مكتشف الأشعة السينية، بتسليط شعاع إلكتروني داخل أنبوب زجاجي مطبق بين طرفيه توتر كهربائي مرتفع. كان هذا الأنبوب مفرغ من الهواء وتنطلق بداخله إلكترونات من قطب كهربائي سالب إلى قطب كهربائي موجب. أُحيط هذا الإنبوب بورق ذو لون فاتح لحماية المستخدم من المجال الكهرمغناطيسي المنبعث ووُضعت شاشة فسفورية في نهايته. عندما اصطدم الشعاع الإلكتروني بالشاشة بدأت بالتوهج. عندما وضع ريتشارد رونتجن يده بالصدفة بين الأنبوب والشاشة الفسفورية، شاهد صورة لعظام يده على الشاشة، وكانت هذه أول عملية تصوير بالأشعة السينية.

## استخداماتها

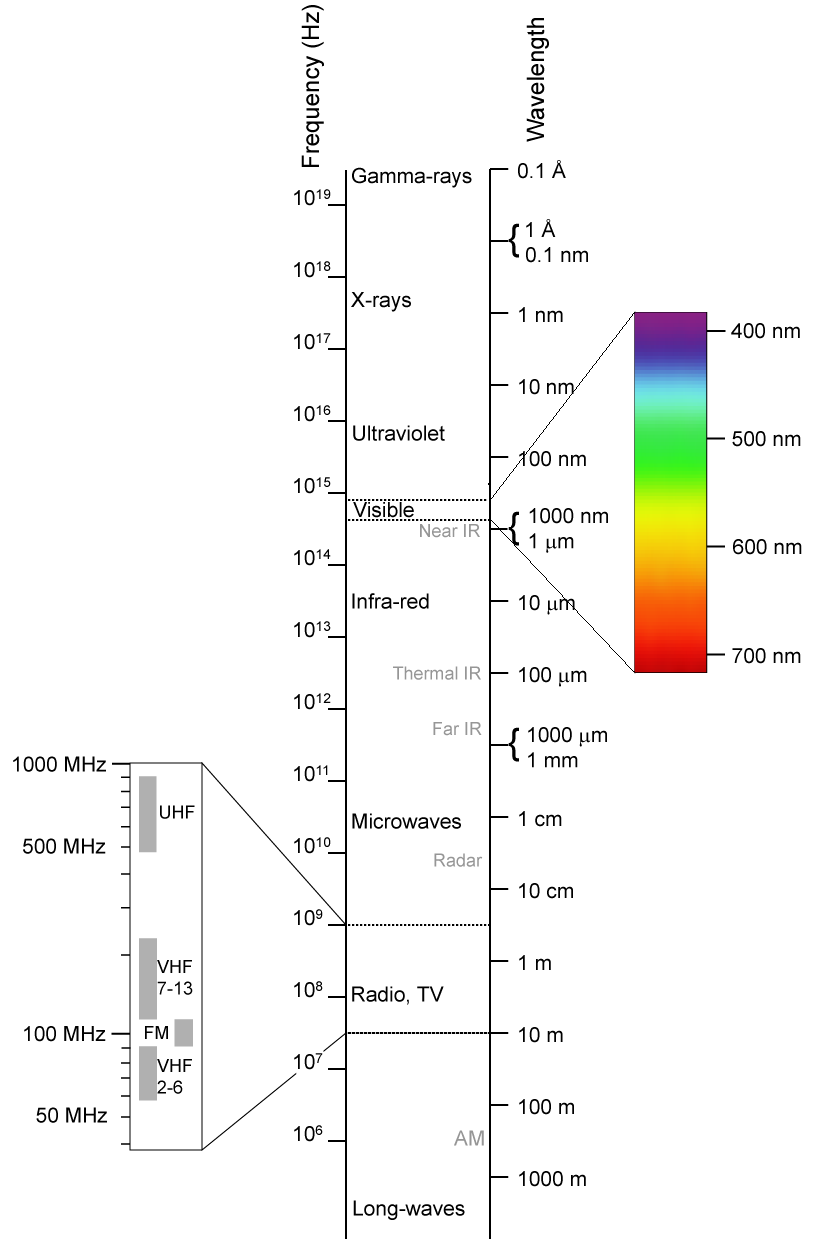
الأشعة السينية X-Rays جزء من طيف الأشعة الكهرومغناطيسية.

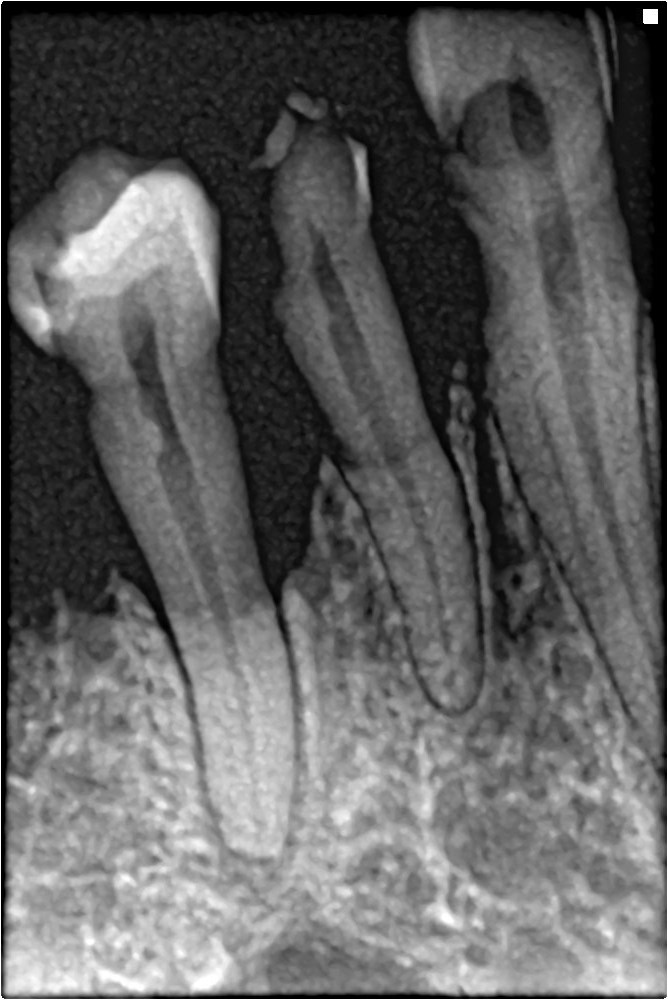
صورة لأشعة على الاسنان مأخوذة بجهاز يعمل بالتصوير الرقمي

- التصوير الشعاعي في الطب للكشف عن الأسنان والعظام وكسورها وتحديد مواقع الأجسام الصلبة مثل الشظايا أو الرصاص في الجسم، وكذلك الكشف عن الأورام في الجسم، بفضل هذه الأشعة أصبح من الممكن رؤية الكسور العظمية بدقة عالية حيث تستطيع هذه الأشعة اختراق الأجسام اللينة مثل الجلد ولكنها لا تستطيع المرور عبر العظام، مما يؤدي لظهور صورة الأخيرة. من أهم ما يميزها هو قلة أضرارها الجانبية.
- أيضاً يستخدم الأطباء هذه الأشعة في علاج الأورام السرطانية والقضاء عليها. فالأشعة السينية تميت الخلايا السرطانية وتقضي عليها، أما خلايا الجسم السليمة فهي تستعيد حيويتها بعد فترة قليلة وتعود سليمة معافاة.
- استخدمت الأشعة السينية أيضاً في الصناعة لكشف الهنات والشقوق في القوالب المعدنية والأخشاب المستعملة في صناعة الزوارق، كما ساعدت دراسة طيف امتصاص هذه الأشعة في المادة على جعل الأشعة السينية طريقة لكشف العناصر الداخلة في تركيب المواد المختلفة وتحليلها. وتستعمل في هذه الحالة الأشعة السينية التي تميز كل عنصر من العناصر الكيمياوية. وقد بات من الممكن قياس سِماكة المواد الصلبة ومسح القطع الصناعية بحثاً عن عيوب التي لا يمكن ملاحظتها بالعين المجردة بواسطة هذه الأشعة.
- في مجال الأمن تستخدم الأشعة السينية في مراقبة حقائب المسافرين في المطارات بحثاً عن أسلحة أو قنابل
- في علم دراسة الأجسام الصلبة إذ انه باستخدام حيود الأشعة السينية اتضح وجود تناظر معين في بعض أنواع الجوامد (البلورات) وكانت تلك بداية انطلاقة جبارة في دراسة خصائص الجوامد والتركيب البلوري، ومعرفة التركيب الذري للعناصر.
- في مجال الفن استخدمت للتعرف على أساليب الرسامين والتمييز بين اللوحات الحقيقية واللوحات المزيفة، وذلك لأن الألوان المستعملة في اللوحات القديمة تحتوي على كثير من المركبات المعدنية التي تمتص الأشعة السينية، وأما الألوان المستعملة في اللوحات الحديثة فهي مركبات عضوية تمتص الأشعة السينية بنسبة أقل.

## إنتاج الأشعة السينية
تصدر الأشعة السينية بطريقتين:
- بواسطة تعجيل (تسريع) الجسيمات المشحونة وتكون عادة إلكترونات - وهذه تكوّن أشعة انكباح التي تشكل طيفا مستمرا (أي خليط من الموجات الكهرومغناطيسية القصيرة والقصيرة جدا).
- أو عند انتقالات الإلكترون في غلاف الذرة أو الجزيء من مستوي عال جدا للطاقة إلى مستوى منخفض. وهذه هي الأشعة السينية المتميزة بطول موجة معين، ويكون لها طاقة محددة.

وتعمل كلتا الحالتين في صمام أشعة سينية، عند توصيل المهبط على تيار متناوب ومصدر جهد voltage قليلة، تنشأ الإلكترونات عند المهبط المتوهج (فتيل متوهج مثل فتيل اللمبة) ثم تصطدم بالمصعد الموجب الشحنة فتنكبح بشدة. وعندئذ تنتج الأشعة السينية و 99 % من الطاقة الكهربائية المستخدمة تظهر على هيئة حرارة ليست مفيدة وفقط 1% من الطاقة يتحول إلى الأشعة السينية. ويحدث اصطدام الإلكترونات بإلكترونات ذرات معدن المصعد وتطيح بها خارج الذرة، ونظرا لأن الذرة لا تبقى طويلا خالية من أحد إلكتروناتها، فيمتلئ المكان الشاغر بإلكترون من خارج الذرة ويصدر مع هذا الانتقال شعاعا من الأشعة السينية ذا طول موجة محددة.
ويستخدم السيراميك كمادة للمصعد ويكون مكان اصطدام الإلكترونات مغطى بالموليبدنوم أو بالنحاس أو بالتنجستن وهو الأكثر استخداما لأن درجة حرارة انصهاره عالية جدا حيث تصل إلى 2250 درجة مئوية.

## تفاعلات الاشعة السينية
يوجد نوعين من التفاعلات الرئيسية التي نتمكن من الحصول عليها بالاشعة السينية والتي تحصل بين الموجات الكهرومغناطيسية وانسجة الجسم:
1) الظاهرة الكهروضوئية (بالإنجليزية: photoelectric effect): حيث سيتم امتصاص الفوتون امتصاص كامل ويتنج عن تأيين الذرة اغلاق كامل ولا يخرج من الجسم ولن يظهر على جهاز الكشف عن الاشعة السينية (X-RayDetector).
2) ظاهرة كومبتون (بالإنجليزية:Compton scattering effect): حيث يخسر الفوتون جزء من طاقتة ويغير اتجاهه.

## خطورة الأشعة السينية
تنتمي الأشعة السينية إلى الإشعاعات المؤينة. أي تسبب في تأين الوسط الذي تمر فيه وذلك بفصل بعض الإلكترونات في الذرات والجزيئات. فيمكنها إحداث تغيرات في الخلايا الحية قد تؤدي إلى المرض بالسرطان. ولذلك تضع الحكومات تعليمات وقوانين تتعلق باستعمال الأشعة السينية سواء في الطب أو في الصناعة، وتراقب اتباع تلك التعليمات وتعاقب المخالفين للتعليمات طبقا للقوانين الموضوعة في هذا الشأن.
ولكن تستعمل الأشعة السينية أيضا في مكافحة مرض السرطان بطريقة تركيز الأشعة السينية على الخلايا السرطانية. ويعتبر الحامض النووي حمض نووي ريبوزي منقوص الأكسجين في الكائنات الحية حساس جدا للأشعة السينية، حيث يتزايد إتلافه بتزايد امتصاصه تلك الأشعة. أي أن التعرض إلى جرعة صغيرة من تلك الأشعة مهما كانت صغيرة، يمكن فيها احتمال تحول إحدى الخلايا الحية إلى خلية سرطانية، لأن الإشعاع سيقوم بتأيين الذرات داخل الجسم والذي سيجعلها غير مستقرة، وهذه العملية بالفعل هي اساس الخطورة على المريض حيث ان الذرات الغير مستقرة سوف تبحث عن إلكترونات في البروتينات والحمض النّووي (DNA) حتى تملأ مداراتها وتعيد حالة الاستقرار لنفسها.ولهذا يؤخذ هذا الاحتمال لحدوث السرطان في الاعتبار عند استخدام الأشعة السينية في التشخيص أو في العلاج.
وبصفة عامة يجب أن لا تتعرض المرأة الحامل للأشعة السينية على البدن، كما يجب الحذر جدا من استخدامها على الأطفال، وهي قد تسبب العقم عند الرجال والنساء إذا تعرضت الأجهزة التناسلية لها.

## الجرعة الإشعاعية
(بالإنجليزية:Radiation قياس الجرعات)حيث انها كمية الإشعاع التي يتعرض لها المريض أو الطبيب الإشعاعي، ولكن هدفنا الأساسي هو المريض لأن الطبيب لن يكون في غرفة الأشعة فعلياً ولن يتعرّض لكمية إشعاع مساوية للكمية التي يتعرض لها المريض، حيث كلما زادت كمية الإشعاع زاد التأيين للذرات ومنها تزداد احتمالية الإصابة بالطفرات والأورام السرطانية.
تعتمد كمية الجرعة الإشعاعية على الوسط المتفاعل وهو جسم الإنسان، ولأن جسم الإنسان غير متماثل ويتكون من أنواع عديده من الذرات التي تكوّن الأنسجة والأعضاء الداخلية ; سيكون تفاعل الإشعاع لكل منطقة من الجسم بشكل مختلف. ويتم تفسير هذه الإختلافات بما يلي:
1. التعريض (بالإنجليزية:تعريض): ويرمز له بالرمزX , ويقاس من حيث عدد الأيونات الناتجة من التعرض للموجات الكهرومغناطيسية EM radiation في حجم معين من الهواء. ووحدته كولوم / كغ، C/Kg والتي تساوي 3876R . تقل كمية التعريض مع المسافة ; أي كلما زاد بعد الجسم عن المصدر كان التعريض أقل حسب قانون التربيع العكسي:
X(d2)=X(d1)* (d1/d2)^2
2. الجرعة (بالإنجليزية:Dose): ويرمز له بالرمز D , وهو كمية الطاقة التي تم امتصاصها في الجسم عن طريق التفاعلات التي تم ذكرها سابقاً. ووحدته rad .
ويتم ربط 1و2 بمعادلة واحدة وهي:
D=f*X , حيث أن f-factor معامل التحويل.
3.الجرعة المكافئة (بالإنجليزية : Dose equivalent): يرمز لها بالرمز H, حيث يتأثر الجسم بأنواع متعدد من الإشعاع بشكل مختلف عند التعرض لنفس الجرعة وهذا ما يصف الجرعة المكافئة.
ويتم حسابه عن طريق المعادلة التالية:
H=D*Q
ووحدته rems إن كانت وحدة الجرعة هي rads , أو Silevert (SV) إن كانت وحدة الجرعة هي gray .
حيث: عامل الجودة Q (quality factor) ; وللأشعة السينية تقريباً يساوي واحد.
4. الجرعة المؤثرة (بالإنجليزية: Effective dose ): ويرمز له ب Deffective حيث يتم إعطاء كل جزء متعرض للإشعاع في الجسم وزن معيّن.
حيث Deffective =sum (wi*Hi)
ويجب أن يكون sum (wi)=1 .

## الأشعة السينية عند طبيب الأسنان
يستخدم طبيب الأسنان الأشعة السينية لتصوير الأسنان بواسطة الفيلم ومعرفة الفاسد منها من أجل وضع خطة لترميم الأسنان. إلا أن تحميض الفيلم يأخذ جزء من الوقت. بالإضافة إلى صعوبة تخزين تلك الأفلام وتسجيلها. لذلك طورت طريقة التصوير بالأفلام وبدأت تحل محلها التصوير الرقمي بواسطة المجسات الرقمية. وتحتاج تلك الطريقة تعرض المريض لإشعاع أقل خلال عملية التصوير. وتظهر الصورة مباشرة على شاشة المرقاب.
ويُراعى أثناء أخذ الصور بالأشعة السينية حماية أجزاء جسم المريض الأخرى التي لا تدخل في حيز الفحص من الأشعة بواسطة حوائل رصاصية. كما أن الممرضة التي تعمل على جهاز الأشعة تغادر الغرفة بعد إعدادها المريض للتصوير، وتقوم بتشغيل الجهاز من خارج الغرفة وذلك لكي لا تعرض نفسها للإشعاع. وفي العادة تجري كل ممرضة تدريبا عمليا كل خمس سنوات لمدة يوم واحد لتجديد معرفتها بأصول العمل بالأشعة والأخذ بالجديد في هذا المضمار.

رسم توضيحي لصمام الأشعة السينية : (K: المهبط مصدر الإلكترونات, //و A: المصعد ينتج الاشعة السينية، //و C نظام تبريد)

## اقرأ أيضاً
- أشعة فوق بنفسجية
- جراي (وحدة)
- اشعاع كهرمغنطيسي
- أشعة غاما
- راد (وحدة)
- هيئة دولية للوقاية من الإشعاع
- اختبار إشعاعي
- مكشاف اللوحة المسطحة